# Armenia orientale

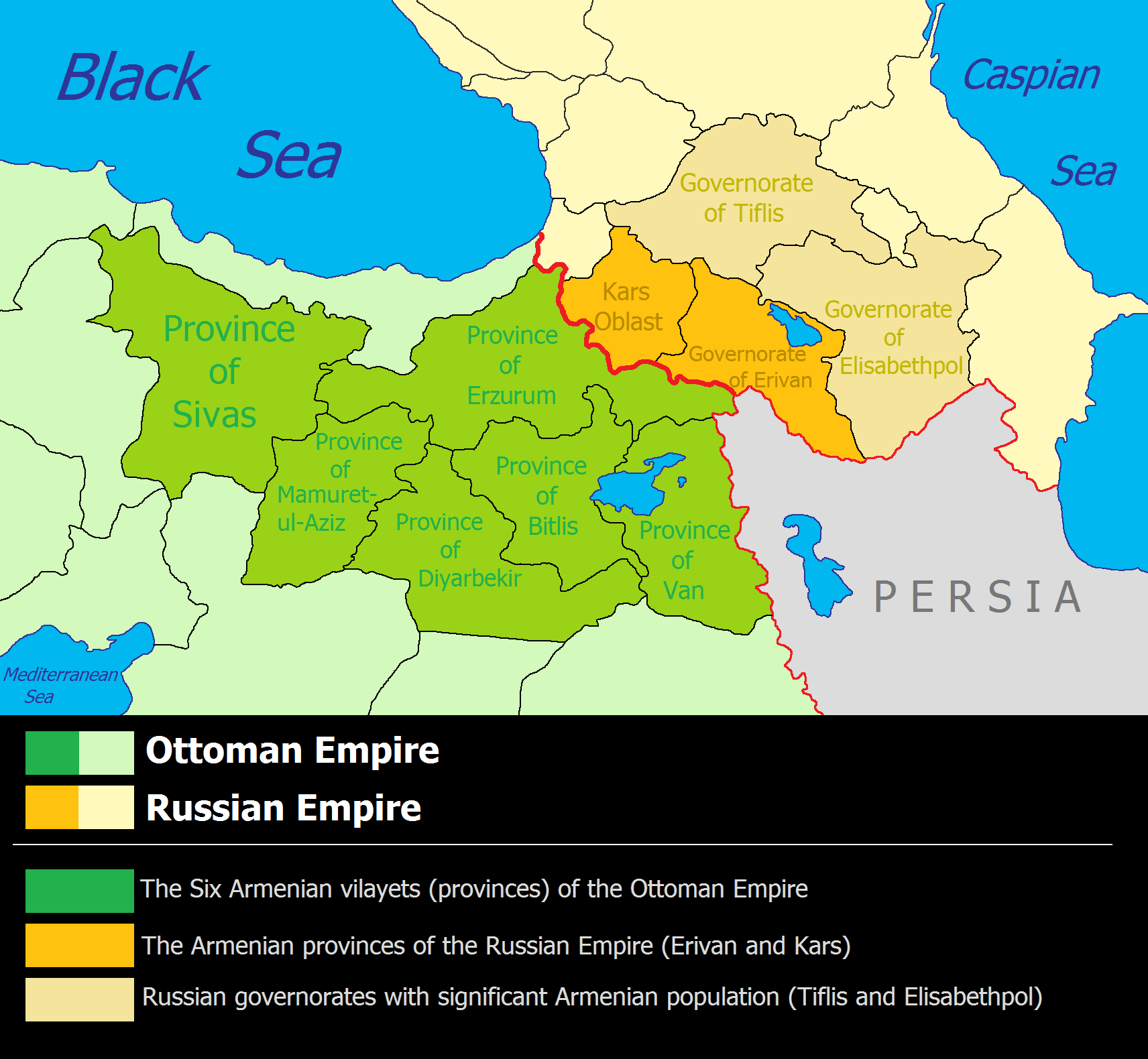
In giallo l'Armenia orientale (russa)

L'Armenia orientale (in armeno Արևելյան Հայաստան? Arevelyan Hayastan) è un termine usato dagli armeni per riferirsi alle parti orientali degli altopiani armeni, la patria tradizionale del popolo armeno. Tra il IV e il XX secolo, l'Armenia è stata suddivisa più volte e i termini Armenia orientale e occidentale sono stati usati per riferirsi alle sue rispettive parti sotto occupazione o controllo straniero, sebbene non vi sia stata una linea definita tra le due. Il termine è stato utilizzato per riferirsi a:
- L'Armenia persiana (uno stato vassallo dell'Impero persiano dal 387, e completamente annesso nel 428)[2] dopo la divisione del paese tra l'impero bizantino e quello sassanide che durò fino alla conquista araba dell'Armenia a metà del VII secolo.
- L'Armenia iraniana (1502-1813/1828), che coprì il periodo dell'Armenia orientale durante l'era moderna e tardo-moderna quando faceva parte dei vari imperi iraniani, fino alla sua annessione all'Impero russo (1813 e 1828).
- L'Armenia russa (1828-1917) e l'Armenia sovietica (1920-1991), che coprivano le aree popolate armene rispettivamente sotto il controllo dell'Impero russo e dell'Unione Sovietica, e che attualmente esiste come Repubblica d'Armenia.[1]